# Чорний Клин (комікс)
«Чорний Клин»  — український комікс виданий в 2023 році. Сценарист –  Микола Кравченко «Крук», співзасновник батальйону АЗОВ – загинув 14 Березня 2022 року, захищаючи Київ від російських військ. Його робота видається посмертно в 2023 році.

## Сюжет
Коли до влади приходять ворожі сили, коли населення зусиллями продажних ЗМІ зазомбовано «втомою від війни», коли підписується капітуляція під виглядом миру… Залишається лише одне – чинити опір та воювати з окупантами, спираючись виключно на власні сили.
«Чорний Клин» розповідає історію того, як українські націоналісти повертають війну туди, звідки вона прийшла – на російську територію.

## Премія комікс року
23 лютого 2024 року День українського коміксу відзначили вже вчетверте. Через тривалу російську агресію та службові обов’язки членів редколегії засідання відбувалося дистанційно. Премію одноголосно було присуджено графічному роману «Чорний Клин». Сценарист цього твору — Микола Кравченко «Крук», історик, ідеолог Азову, що загинув 14 березня 2022 року, захищаючи Київ від російських військ. Його роботу видали посмертно. Перед тим художник Андрій Перетятько — співавтор твору — домалював «Чорний Клин» за ескізами, які затвердив Микола.
Премію імені Леоніда Перфецького за 2023 рік вручено вдові «Крука», Ользі Кравченко, яка нині є військовослужбовицею Патронатної служби «Азову».